# Pablo Layús
Pablo Layús (Córdoba, 7 de septiembre de 1971) es un periodista argentino que se desempeña, desde 2001, como cronista y panelista de Intrusos en el espectáculo.

## Biografía
Pablo Layús estudió en la Escuela Superior de Periodismo.
Fue corresponsal del canal de Palermo durante seis años en Córdoba, donde también se desempeñó como productor general de Radio Universidad. Obtuvo dos premios Martín Fierro del Interior. Fue coordinador periodístico de Radio Universidad y cronista del canal CBA, donde también produjo varios programas semanales. Actualmente colabora con el diario Día a Día.
Layús comenzó su carrera televisiva en Buenos Aires, en el programa que conducía Mauro Viale, pero después empezó en Intrusos en el espectáculo, en el año 2002, como cronista junto a Jorge Rial, Luis Ventura, Marcela Tauro, Daniel Gómez Rinaldi, Marcelo Polino, Lola Cordero, Cora de Barbieri, Daniel Ambrosino, Luis Piñeyro y Alejandro Guatti.
Desde sus comienzos en Intrusos trabaja en las temporadas teatrales en Córdoba haciendo móviles, mientras que su compañero Daniel Ambrosino lo hace desde Mar del Plata.
Se casó en 2009 con su pareja, Elsa. El 17 de febrero de 2010 tuvo a su primer hijo, a quien llamó Juan, y ahora espera el segundo para principio de enero del 2013.
Se separó en el 2022 luego de 14 años de casado.
En la temporada teatral de 2010 fue protagonista de una pelea con Gerardo Sofovich por entrevistarlo, ya que Sofovich no mantiene ninguna relación con Jorge Rial y su programa debido a una discusión entre ambos.
El 4 de septiembre de 2020 fue invitado a participar en la transmisión de Twitch de Migue Granados con motivo del cumpleaños de este último. Destacó por el nivel de respuesta ante la pregunta de Glande Golden.